# Ataköy (Bakırköy)
Ataköy è un quartiere del distretto di Bakırköy nella provincia di Istanbul, in Turchia. È stato sviluppato come uno dei primi esempi di progetti di città satellite in Turchia.

## Geografia fisica
Ataköy si trova nel distretto di Bakırköy nella parte europea di Istanbul, ed è adiacente al Mar di Marmara. Confina col distretto di Bahçelievler e con i quartieri di Şirinevler e di Yeşilyurt. Sul litorale di Ataköy sfocia il torrente Ayamama.

## Storia
L'area nell'allora periferia della città di Istanbul, che Ataköy oggi copre, apparteneva all'esercito turco e si chiamava Baruthane (letteralmente: deposito di polvere da sparo). Negli anni '50, il governo del primo ministro Adnan Menderes (in carica dal 1950 al 1960) trasferì la proprietà alla banca immobiliare statale Emlak Bank per svilupparlo come città satellite con alloggi a prezzi accessibili per famiglie a reddito medio. Nel 1956 il progetto è iniziato con la costruzione di un sito sulla spiaggia. L'area residenziale è stata denominata "Ataköy" (letteralmente "Atatürkville"). Il progetto comprendeva 12.000 appartamenti, tre hotel, spiaggia, discoteche, centri commerciali, centro culturale e impianti sportivi.

## Amministrazione

### Altre suddivisioni amministrative
Il quartiere di Ataköy è composto da quattro mahalle con undici sezioni di condomini. Il quartiere è una tranquilla zona residenziale con ampie zone verdi. Le quattro mahalle comprendono rispettivamente la 1ª sezione, la 2ª-5ª-6ª sezione, la 3ª-4ª-11ª sezione e la 7ª-8ª-9ª-10ª sezione. Le Sezioni 9 e 10 sono state sviluppate nel 1986, mentre le Sezioni 7 e 8 sono state completate nel 1990. Negli ultimi anni, alcune società di costruzioni hanno costruito blocchi residenziali attorno ai condomini esistenti.

## Monumenti e luoghi d'interesse
Le seguenti strutture si trovano ad Ataköy: l'istituto culturale Yûnus Emre, il Conservatorio della Municipalità di Bakırköy, la Ataköy Marina, i centri commerciali Atrium, Galleria Ataköy e Ataköy A Plus Shopping Mall, gli impianti sportivi Sinan Erdem Dome e la Ataköy Athletics Arena.

## Trasporti e comunicazioni

### Metropolitane
Ataköy è servita dalla linea M1 della metropolitana tramite la stazione Ataköy—Şirinevler e da Marmaray tramite la stazione di Ataköy. È inoltre in costruzione la linea M9 della metropolitana di Istanbul, che collegherà il capolinea di Ataköy con Olimpiyat nel distretto di Başakşehir.

### Autobus
Le linee di autobus urbani 71T e 71AT collegano la località con Piazza Taksim.
 Ci sono inoltre servizi di dolmuş che la collegano con Yesilköy, Yeşilyurt e Bakirköy.